# Mezon
Mezón (iz grške besede starogrško μεσος: mesos, kar pomeni vmesni) je nestabilen podatomski delec, ki je sestavljen iz kvarka in antikvarka (ki pa ni nujno antidelec prisotnega kvarka). Ker ga sestavljajo kvarki, spada med hadrone, ki imajo celoštevilčni spin. Druga skupina hadronov so barioni. Barioni pa so sestavljeni iz treh kvarkov.

## Zgodovina
Obstoj mezonov je predvideval že japonski fizik Hideki Jukava (1907 – 1981) v letu 1934. Za napoved obstoja novega delca je dobil Nobelovo nagrado za fiziko leta 1949. Predvideval je, da atomska jedra ne bi bila obstojna, če jim neka sila ne bi preprečevala njihovega razpada. Predvideval je, da v jedru med sestavnimi deli obstoja jedrska sila, ki omogoča, da deli jedra ostanejo skupaj. Če te sile ne bi bilo, bi se jedro zaradi odbojnih sil med protoni razletelo. Ker je predvideval, da je masa mezonov nekje med maso elektronov in protonov, jim je dal ima mezoni (vmesni). Najprej je nove delce imenoval mezotroni, pozneje pa so na pobudo nemškega fizika Wernerja Karla Heisenberga (1901 – 1976) delce pričeli imenovati mezoni. Prvotno so mislili, da so mezoni nosilci sile med protoni in nevtroni. Mezoni niso kazali močne interakcije z delci v jedru.
Prvi odkriti mezon je bil pion (mezon π), ki ga je opazil angleški fizik Cecil Frank Powell (1903 - 1969) leta 1947 v kozmičnih žarkih. V naslednjih letih so odkrili še veliko vrst mezonov (preko 200 )

## Lastnosti mezonov
Mezon je sestavljen iz enega kvarka in enega antikvarka. Znanih je šest kvarkov in tem odgovarja prav tako šest antikvarkov. Skupaj je možnih 36 kombinacij. Mezoni imajo celoštevilčni spin, ki je enak 0 ali 1. Mezone z J = 0 imenujemo pseudoskalarni mezoni. Mezoni, ki imajo J = 1, so vektorski mezoni. Kvarki imajo spin enak ½, spina obeh delcev (kvarka in antikvarka) pa sta lahko vzporedna ali ne. Kadar sta vzporedna, dobimo S = 1. V tem primeru imamo tri projekcije spina na z-os (Sz = +1, Sz = 0 in Sz= -1) in dobimo triplet. Kadar pa spina nista vzporedna, je S = 0, in dobimo samo eno projekcijo (Sz= 0). V tem primeru pa dobimo singlet.
| S | L | J       | P | JP         |
| - | - | ------- | - | ---------- |
| 0 | 0 | 0       | − | 0−         |
| 0 | 1 | 1       | + | 1+         |
| 0 | 2 | 2       | − | 2−         |
| 0 | 3 | 3       | + | 3+         |
| 1 | 0 | 1       | − | 1−         |
| 1 | 1 | 2, 1, 0 | + | 2+, 1+, 0+ |
| 1 | 2 | 3, 2, 1 | − | 3−, 2−, 1− |
| 1 | 3 | 4, 3, 2 | + | 4+, 3+, 2+ |

Vsi mezoni so nestabilni. Razpadejo v lažje hadrone (v glavnem v lahke mezone) in/ali leptone. Mezoni, ki nimajo naboja in okusa lahko razpadejo tudi v fotone.

## Tipi mezonov
Mezone delimo na nekaj tipov. Posamezni tipi se razlikujejo po izospinu (I), vrtilni količini (J), parnosti (P), parnosti G (G) oziroma, če je primerna in uporabna, parnosti C (C) in vsebujočih kvarkov. Pravila za umeščanje v skupine določa Skupina za podatke o osnovnih delcih (Particle Data Group) .
| tip                   | S | L | P | J | JP |
| --------------------- | - | - | - | - | -- |
| pseudoskalarni mezon  | 0 | 0 | − | 0 | 0− |
| pseudovektorski mezon | 0 | 1 | + | 1 | 1+ |
| vektorski mezon       | 1 | 0 | − | 1 | 1− |
| skalarni mezon        | 1 | 1 | + | 0 | 0+ |
| tenzorski mezon       | 1 | 1 | + | 2 | 2+ |

## Mezoni brez okusa
Mezone brez okusa sestavljata kvark in antikvark, ki imata isti okus (vsa kvantna števila okusa so enaka 0 (I3 = 0, S = 0, C = 0, B′ = 0, T = 0).
Mezoni brez okusa so naslednji :
| kvark-antikavrk | J PC→ I ↓ | 0−+, 2−+, 4−+, ... | 1+−, 3+−, 5+−, ... | 1−−, 2−−, 3−−, ... | 0++, 1++, 2++, ... |
| --- | --------- | ------------------ | ------------------ | ------------------ | ------------------ |
| {\displaystyle u{\bar {d}}\,} {\displaystyle \mathrm {\tfrac {u{\bar {u}}-d{\bar {d}}}{\sqrt {2}}} } {\displaystyle d\,}{\displaystyle {\bar {u}}\,} | 1         | π+ π0 π-           | b+ b0 b−           | ρ+ ρ0 ρ-           | a+ a0 a−           |
| mešanica {\displaystyle u{\bar {u}},d{\bar {d}},s{\bar {s}}\,}                                                                                       | 0         | η η’               | h h′               | ω φ                | f f′               |
| {\displaystyle c{\bar {c}}\,} | 0         | ηc                 | hc                 | ψ (J/ ψ)           | χc                 |
| {\displaystyle b{\bar {b}}\,} | 0         | ηb                 | hb                 | Υ                  | χb                 |
| {\displaystyle t{\bar {t}}\,} | 0         | ηt                 | ht                 | θ                  | χt                 |

## Mezoni z okusom
Mezoni, ki imajo okus, so sestavljeni iz kvarka in antikvarka, ki imata različne okuse .
| antikvark → kvark ↓ | gor | dol | šarm | čudnost | vrh | dno |
| ------------------- | --- | --- | ---- | ------- | --- | --- |
| gor                 | —   | π+  | D0   | K+      | T0  | B+  |
| dol                 | π-  | —   | D-   | K0      | T-  | B0  |
| šarm                | D0  | D+  | —    | D+s     | T0c | B+c |
| čudnost             | K-  | K0  | D-s  | —       | T+s | B0s |
| vrh                 | T0  | T+  | T0c  | T-s     | —   | T-b |
| dno                 | B-  | B0  | B-c  | Bs0     | T+b | —   |